# Myresjö socken
Myresjö socken i Småland ingick i Östra härad, ingår sedan 1971 i Vetlanda kommun i Jönköpings län och motsvarar från 2016 Myresjö distrikt.
Socknens areal är 65,58 kvadratkilometer, varav land 62,47. År 2000 fanns här 988 invånare. Tätorten och tidigare kyrkbyn Myresjö med den tidigare sockenkyrkan Myresjö gamla kyrka samt den nya kyrkan Lannaskede-Myresjö kyrka placerad på sockengränsen ligger i socknen.

## Administrativ historik
Myresjö socken har medeltida ursprung.
Vid kommunreformen 1862 övergick socknens ansvar för de kyrkliga frågorna till Myresjö församling och för de borgerliga frågorna till Myresjö landskommun. Landskommunen inkorporerades 1952 i Lannaskede landskommun och uppgick sedan 1971 i Vetlanda kommun. Församlingen uppgick 2010 i Lannaskede församling.
1 januari 2016 inrättades distriktet Myresjö, med samma omfattning som församlingen hade 1999/2000. 
Socknen har tillhört samma fögderier och domsagor som Östra härad. De indelta soldaterna tillhörde Kalmar regementem Vedbo härads kompani och Smålands grenadjärkår, Östra härads kompani.

## Geografi
Myresjö socken ligger kring Emåns tillflöde Kroppån sydväst om Vetlanda. Socknen är kuperad skogstrakt söderut med höjder som när 316 meter över havet, i norr och väster mer flack med mossar och slättbygd.

## Fornlämningar
Några gravrösen från bronsåldern och sju järnåldersgravfält finns här. Två runristningar är kända vid gamla kyrkan.

## Namnet
Namnet (1290 Myrisio), taget från kyrkbyn, innehåller förleden myr och efterleden sjö refererande till en numera igenväxt sjö.

### Fotnoter
1. 1 2  Svensk Uppslagsbok andra upplagan 1947–1955: Myresjö socken
2. 1 2  Harlén, Hans; Harlén Eivy (2003). Sverige från A till Ö: geografisk-historisk uppslagsbok. Stockholm: Kommentus. Libris 9337075. ISBN 91-7345-139-8
3. ↑  ”Församlingar”. Statistiska centralbyrån. https://www.scb.se/hitta-statistik/regional-statistik-och-kartor/regionala-indelningar/forsamlingar/. Läst 30 december 2022.
4. ↑  Administrativ historik för Myresjö socken (Klicka på församlingsposten). Källa: Nationella arkivdatabasen, Riksarkivet.
5. ↑  Indelta soldater, torp och rotar i Jönköpings län Arkiverad 24 januari 2012 hämtat från the Wayback Machine. Jönköpingsbygdens Genealogiska Förening
6. 1 2  Sjögren, Otto (1931). Sverige geografisk beskrivning del 2 Östergötlands, Jönköpings, Kronobergs, Kalmar och Gotlands län. Stockholm: Wahlström & Widstrand. Libris 9939
7. 1 2  Nationalencyklopedin
8. ↑  Fornlämningar, Statens historiska museum: Myresjö socken
9. ↑  Fornminnesregistret, Riksantikvarieämbetet: Myresjö socken Fornminnen i socknen erhålls på kartan genom att skriva in sockennamn (utan "socken") i "Ange geografiskt område"
10. ↑  Mats Wahlberg, red (2003). Svenskt ortnamnslexikon. Uppsala: Institutet för språk och folkminnen. Libris 8998039. ISBN 91-7229-020-X. https://isof.diva-portal.org/smash/get/diva2:1175717/FULLTEXT02.pdf